# 萧光
萧光（1917年4月—2014年3月19日），原名萧锡禄，男，广东大埔人，中华人民共和国政治人物。

## 生平
早年担任红一方面军三纵司令部、总前委勤务员，红十二军三十四师师部、红四军十二师师部、红一方面军政治部宣传员。后担任八路军第三、第五纵队司令部机要科科长，新四军四支队司令部、三师师部、军部机要科科长。1945年10月后，任华东军区司令部机要处处长。1955年2月后，任中央机要局副局长，中办机要局副局长，机要学校校长。1970年2月后，任中央档案馆馆长。2014年去世。